# П'янков Євген Гаврилович
П'янко́в Євге́н Гаври́лович (нар. 13 грудня 1903, Камишлов, Російська імперія — пом. 4 вересня 1985, Рівне, СРСР) — радянський військовик, полковник, начальник військ зв'язку 13-ї загальновійськової армії (1953–1957). Ветеран німецько-радянської та радянсько-японської воєн. Кавалер Ордена Леніна, двох Орденів Червоного Прапора, двох Орденів Червоної Зірки, двох Орденів Вітчизняної війни II ст.

## Життєпис
Євген П'янков народився у Камишлові Свердловської області в родині службовця поштового відомства. До лав збройних сил СРСР був викликаний Шадрінським військоматом у 1925 році, проходив службу в 4-му полку зв'язку Сибірського військового округу в Томську. З вересня 1926 по вересень 1927 року обіймав посаду командира відділення, після чого більше ніж рік був старшиною роти у цьому ж підрозділі.
З жовтня 1928 по червень 1930 року — курсант Ленінградської військової школи зв'язку. По закінченню отримав направлення до 3-го окремого батальйону зв'язку окремої Червонопрапорної Далекосхідної армії, де служив на посадах командира взводу, помічника командира навчальної роти, командира полігонної роти та начальника школи молодшого командного складу. З листопада 1936 року по квітень 1938 року обіймав посаду начальника зв'язку 61-го стрілецького полку 21-ї стрілецької дивізії, нетривалий час був командиром телефонно-телеграфного дивізіону окремого полку зв'язку 2-ї окремої Червонопрапорної армії, а з листопада 1938 року призначений начальником зв'язку 69-ї стрілецької дивізії.
Під час німецько-радянської війни відбув до розташування 30-ї армії Західного фронту, де проходив службу на посаді начальника зв'язку 69-ї стрілецької дивізії, що під час битви за Москву було переформовано спочатку в 107-му танкову дивізію, а згодом у 107-му мотострілецьку дивізію та 2-гу гвардійську мотострілецьку дивізію. Отримав контузію. Після одужання був призначений на посаду помічника начальника телеграфно-телефонного вузла Резерву Головного Командування. З липня 1942 по травень 1943 року — начальник вузла зв'язку Управління зв'язку Воронезького фронту. З травня 1943 року по січень 1945 року — начальник 3-го відділення 1-го відділу Управління зв'язку Далекосхідного фронту.
У післявоєнний час продовжив службу в Далекосхідному військовому окрузі на посадах начальника зв'язку 87-го стрілецького корпусу та начальника 1-го відділу Управління зв'язку округу.
У вересні 1948 року був відряджений до Прикарпатського військового округу для проходження подальшої служби на посаді начальника зв'язку 3-го гірсько-стрілецького корпусу в Ужгороді. З травня 1951 року проходив службу в Управлінні зв'язку Прикарпатського військового округу на посадах начальника відділу дротового зв'язку та начальника відділу організації зв'язку.
З березня 1953 року по травень 1957 року — начальник зв'язку 13-ї загальновійськової армії Прикарпатського військового округу. Звільнений у запас в травні 1957 року, після чого тривалий час на громадських засадах працював інспектором військово-мисливського колективу.
Помер Євген П'янков 4 вересня 1985 року. Похований в Рівному.

## Нагороди
- Орден Леніна
- Орден Червоного Прапора
- Орден Червоного Прапора
- Орден Червоної Зірки (2 листопада 1944)
- Орден Червоної Зірки (13 січня 1942) — за зразкове виконання бойових задач командування на фронті боротьби з німецькими загарбниками та проявлені при цьому звитягу та мужність[1]
- Орден Вітчизняної війни II ст. (23 серпня 1945) — за зразкове виконання бойових задач командування на фронті боротьби з японцями на Далекому Сході та проявлені при цьому звитягу та мужність[1]
- Орден Вітчизняної війни II ст.
- Медаль «В ознаменування 100-річчя з дня народження Володимира Ілліча Леніна»
- Медаль «За оборону Москви»
- Медаль «За перемогу над Німеччиною у Великій Вітчизняній війні 1941—1945 рр.»
- Медаль «20 років перемоги у Великій Вітчизняній війні 1941—1945 рр.»
- Медаль «За перемогу над Японією»
- Медаль «30 років Радянській Армії та Флоту»
- Медаль «40 років Збройних Сил СРСР»